# Daydé
Pour les articles homonymes, voir Daydé (homonymie).
Le Brun & Daydé ou Le Brun, Pillé & Daydé ou Daydé & Pillé ou Daydé, est une ancienne entreprise française de constructions métalliques.

## Histoire
En 1858, Louis-Gabriel Le Brun (1825-1905) et Alexandre Lévêque (1824-1875) rachètent la fabrique de limes de Philippe Mauroy pour fonder les Ateliers de construction de Creil.
En 1877, Louis-Gabriel Le Brun s'associe avec Henri Daydé (1847-1924), les Établissements Le Brun deviennent alors les Établissements Le Brun & Daydé.
En 1880, à l'arrivée de l'ingénieur Saint-Ange Gabriel Auguste Pillé (1847-1936), neveu de Louis-Gabriel Le Brun, la société change de raison sociale et devient Établissements Le Brun, Pillé & Daydé.
En 1882, l'entreprise devient Daydé & Pillé pour finalement devenir Daydé, en 1905.
Durant la Grande Guerre, l'usine devient sous-traitante pour "Schneider et Cie" et se charge de la fabrication de matériel d'artillerie lourde et d'assaut, ainsi que pour la compagnie de "Fives-Lille", la fabrication de ponts militaires Henry.
L'entreprise fusionne en 1964 au sein de la Compagnie française d'entreprises, devenue CFEM, et finalement est intégrée dans Eiffel constructions métalliques.
Les ateliers étaient situés à Creil.

## Réalisations
L'entreprise a contribué entre autres aux ouvrages suivants.

### Sous le nom Le Brun, Pillé & Daydé
- Barrage-écluse de La Mulatière (1876-1882)[6]
- Viaduc d'Évires (1880)[7]

- Viaduc du Val-Saint-Léger à Saint-Germain-en-Laye (1880)[8]
- Pont de Cadillac (1880)[9]
- Pont ferroviaire de Molay (1880)[10]
- Pont sur le Doubs à Navilly (1881)[11]
- Pont sur la Saône à Saint-Jean-de-Losne (1881)[12]
- Puits jumeaux à Wingles (1883)[13]
- Viaduc de la Penzé à Henvic (1881-1883)[14]
- Pont ferroviaire sur la Seille à Louhans (1880-1883)[15]
- Viaduc du Graoux à Belin-Béliet (1884)

### Sous le nom Daydé & Pillé

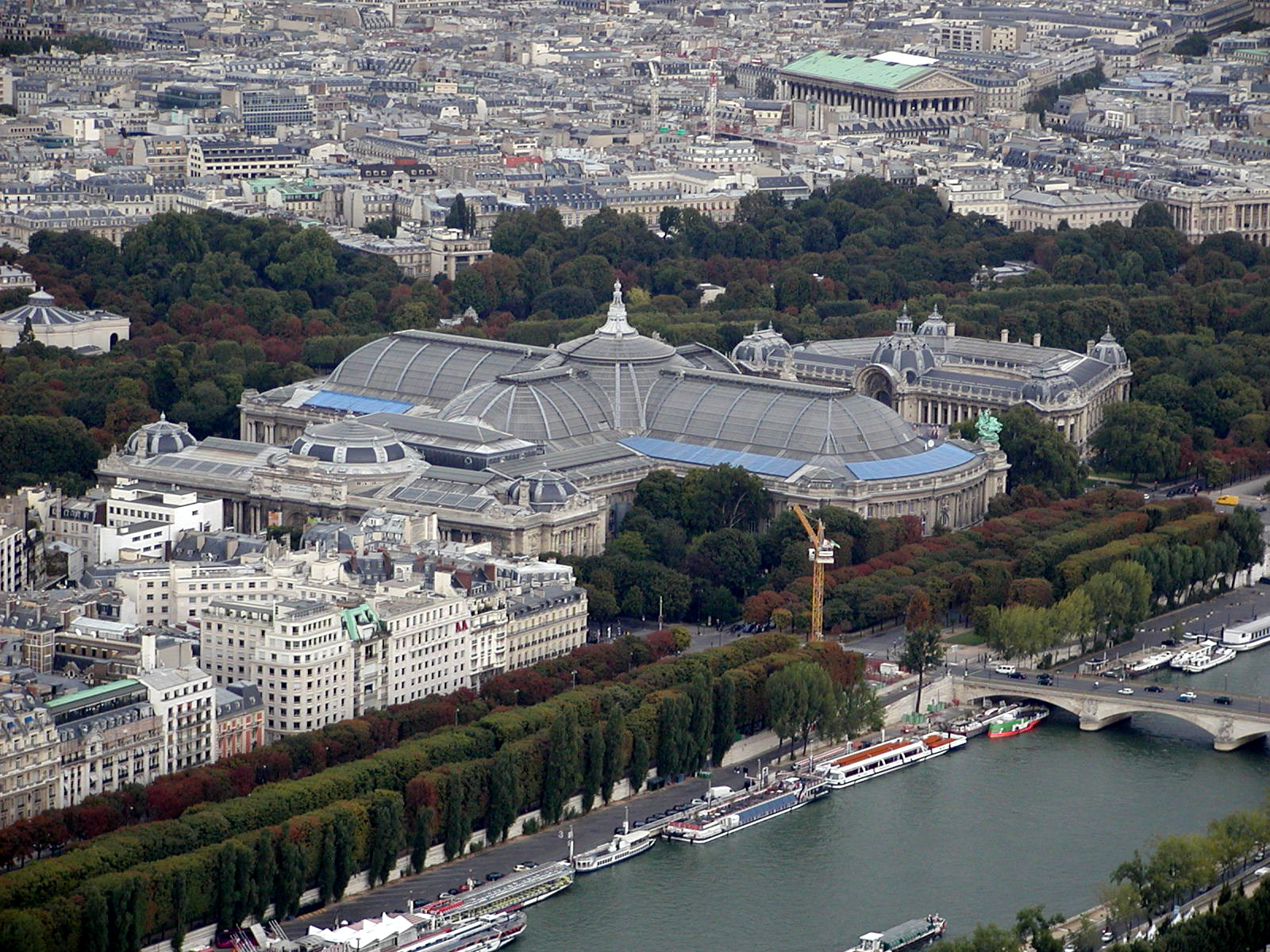
Vue de l'ensemble formé par le Grand Palais et le Petit Palais depuis la tour Eiffel.

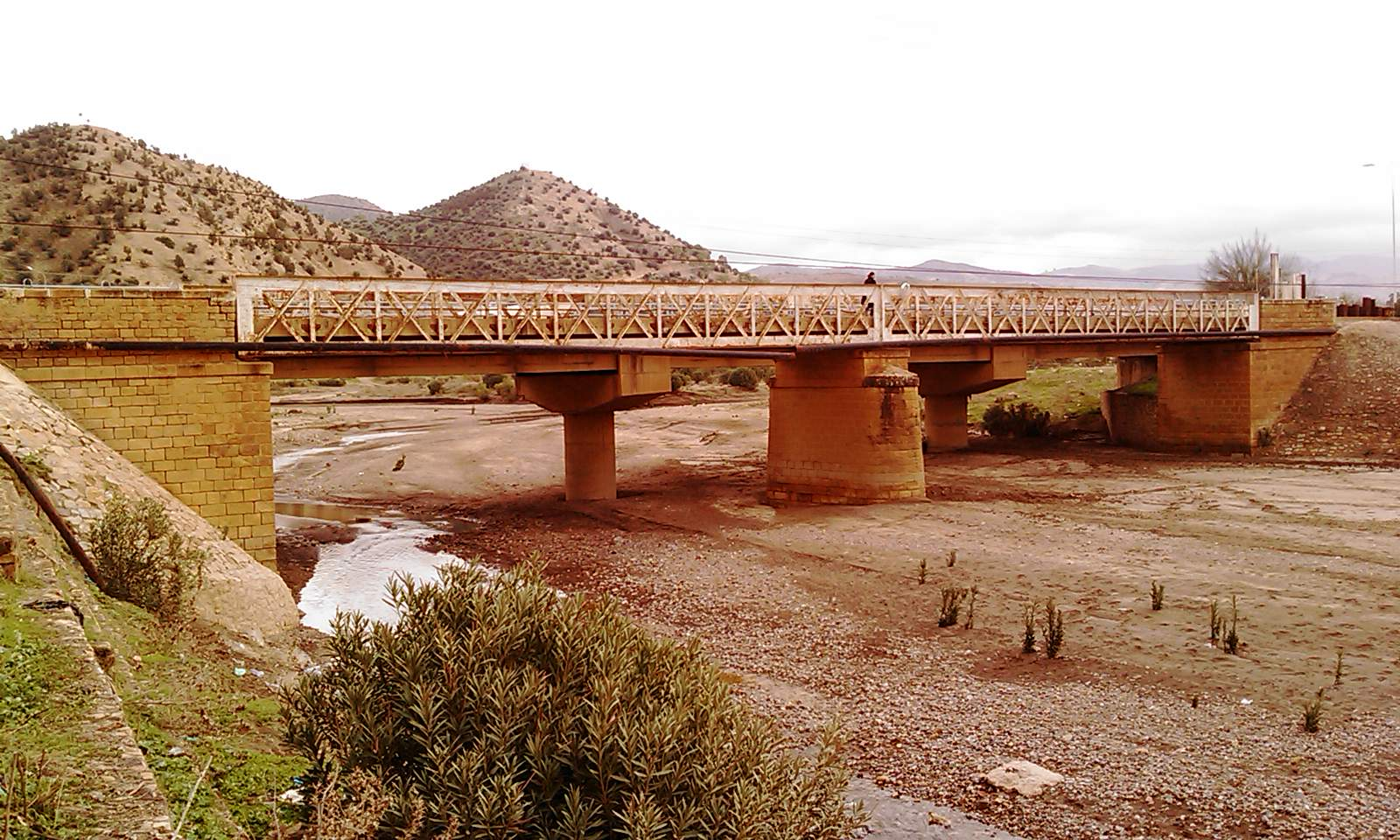
Pont Oued-Riou, Ammi Moussa (Algérie).

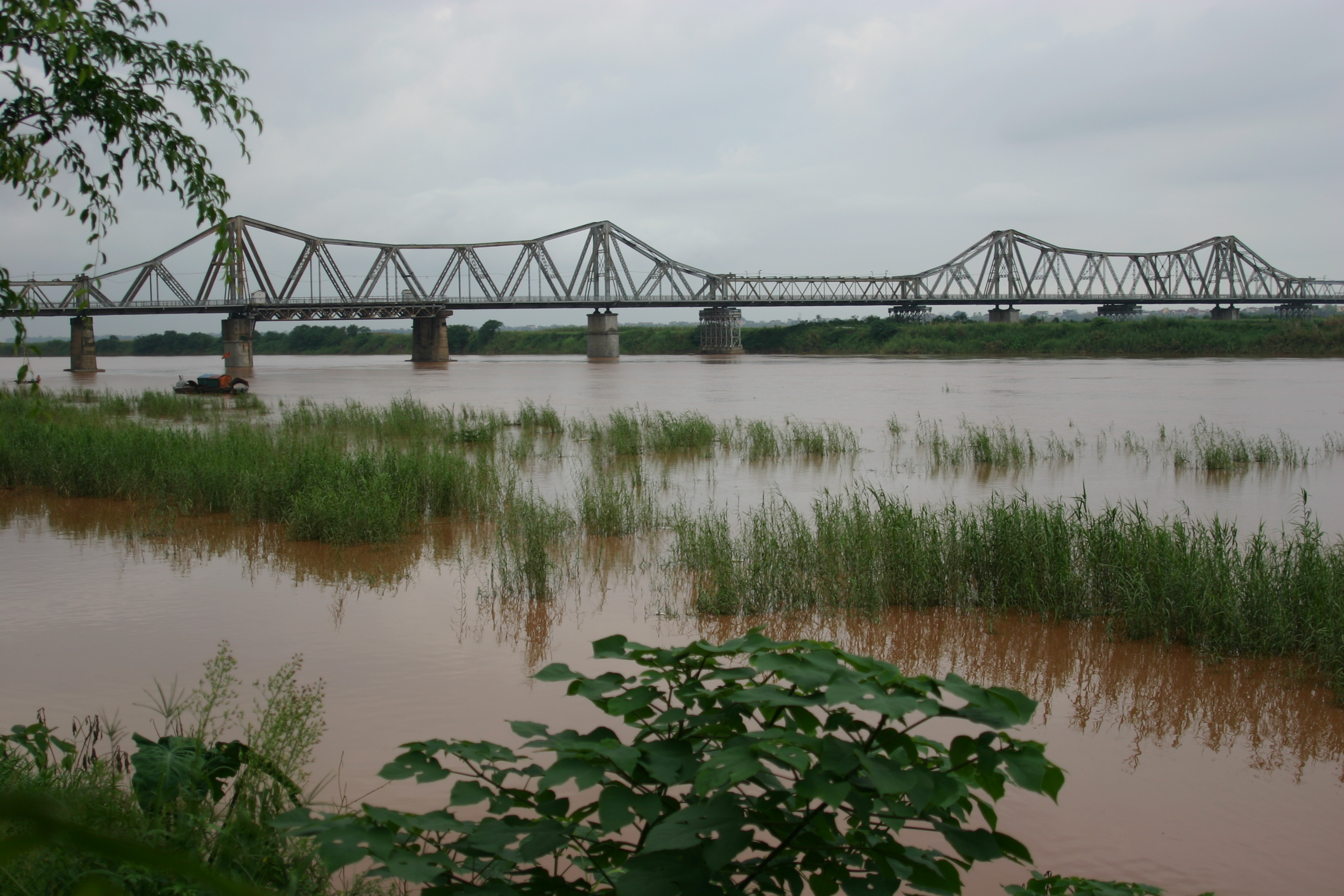
Pont Long Biên, Hanoï (Viêt Nam).

- Pont tournant de l'abattoir à Marseille (1883)[16]
- Écluse des transatlantiques au Havre (1884)[17]
- Viaduc ferroviaire de Cubzac (Gironde), (1886)[18],[19],[20]
- Pont de l'Oued-Riou, Ammi Moussa, Algérie, (1888)
- Dragues pour le canal de Panama[21]
- Pont des Lombardières entre Savennières et Rochefort-sur-Loire (1889)[22]
- Pont de Balș (Olt), Roumanie (1897)
- Ponts et viaducs ferroviaires de la ligne Linares-Puente Genil, Andalousie, Espagne (1890)
- Pont Saint-Michel à Toulouse (1890)[23]
- Viaduc ferroviaire de Baguenard à Vouvant (1890)[24]
- Deux ponts ferroviaires à Étang-sur-Arroux (1892)[25]
- Wharf de Cotonou, Bénin (1892)[26]
- Pont de Juvisy-sur-Orge à Draveil (1893)[27]
- Viaduc de Tolbiac (1895)[28]
- Pont Mirabeau à Paris (1896)[29]
- Pont-canal de Briare (1896)[30]
- Pont Jiu à Târgu Jiu, Roumanie (1896)
- Appontement de Trompeloup à Pauillac (1896)[31]
- Grande halle de la gare de Bordeaux Saint-Jean (1898)[32]
- Grand Palais - Charpente, à Paris (1900)[33]
- Ligne Saint-Gervais - Vallorcine - Plusieurs ponts (1900)
- Passerelle Debilly à Paris (1900)[34]
- Usine hydro-électrique de Long (1901)[35]
- Marquises de la gare de Chamonix-Mont-Blanc (1901)
- Pont Long Biên à Hanoï, Viêt Nam (1899-1902)[36]
- Gare de Pamiers - Grande Halle (1903)
- Marquise de la gare de Bédarieux (1903)
- Pont n° 3 de la ligne Paris-Calais à Boulogne-sur-Mer (1903)[37]
- Viaduc d'Austerlitz à Paris (1904)[38]
- Pont de Bir-Hakeim à Paris, anciennement Viaduc de Passy (1905)[39]
- Viaduc hélicoïdal du quai de la Rapée à Paris (1905)[40]
- Ouvrage de franchissement de la place des Martyrs-Juifs-du-Vélodrome-d'Hiver à Paris (1905)[41]
- Viaduc d'Avignon (1905)[42]

### Sous le nom Daydé
- Pont sur le Nil entre Zefta et Mit Ghamr, gouvernorat de Dakahleya, Égypte (1907)
- Pont de La Roche-Bernard (1911)[43]
- Pont levant de La Seyne-sur-Mer (1913)[44]
- Pont ferroviaire de Beillant à Saint-Sever-de-Saintonge (1914)
- Pont Notre-Dame à Paris (1914)[45]
- Pont de Caronte à Martigues (1915)[46]
- Pont Rama VI sur le Chao Phraya à Bangkok, Thaïlande (1922)
- Ponts ferroviaires du Boulevard de Bercy à Paris (1923)[47]
- Pont tournant ferroviaire d'Aigues-Mortes (1923)
- Pont de Pirmil à Nantes (1925)[48]
- Pont à Prunelli-di-Fiumorbo (1925)
- Pont sur le Travo - Corse (1925)
- Pont à Ghisonaccia (1925)
- Pont Daydé, usine Renault de l'île Seguin à Boulogne-Billancourt (1928)[49]
- Puente Real, Mérida, Venezuela (1928)
- Pont flottant d'Abidjan, Côte d'Ivoire (1931)
- Viaduc d'accès au Môle d'escale de La Pallice à La Rochelle (1931)[50]
- Pont de Cacor à Moissac (1932)[51]
- Barrage de Génissiat (1937-1947)[52]
- Pont de la RN6 à Pont-sur-Yonne (1938-1942)[53]
- Pont de Neuilly (1942)[54]
- Pont des mariniers à Creil (1948)[55]
- Pont de Missy-sur-Aisne (1948)
- Pont du Tivoli à Sète (1949)
- Pont de Suresnes (1950)[56]
- Pont levant écluse Trystram à Dunkerque (1955)
- Pont de Tancarville (1955-1959)[57]
- Viaduc de Martigues (1969-1972)[58]